# Kabinett Nehru I

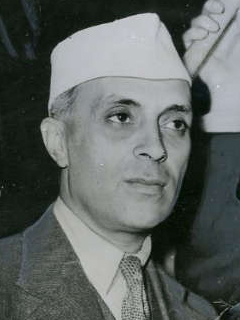
Premierminister Jawaharlal Nehru (1946)

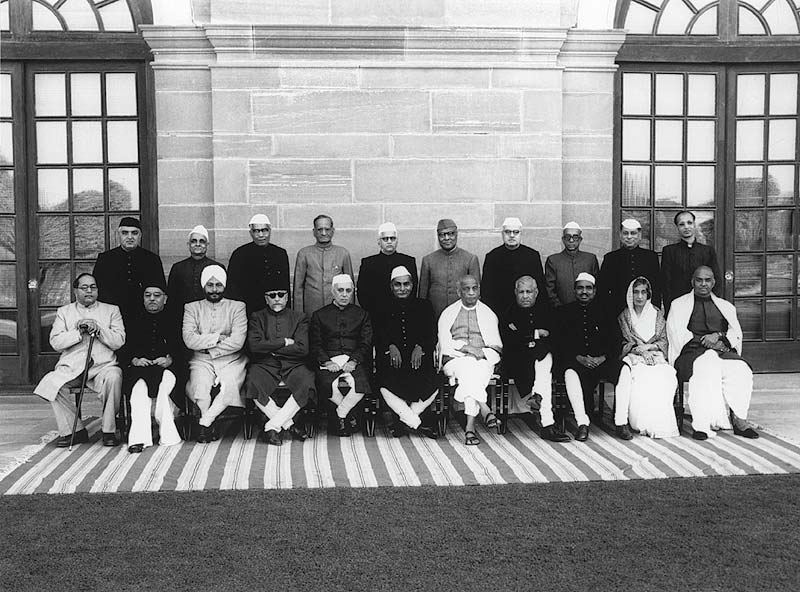
Das erste Kabinett Nehru am 31. Januar 1950

Das Kabinett Nehru I wurde in Indien nach der Unabhängigkeit vom Vereinigten Königreich am 15. August 1947 durch Premierminister Jawaharlal Nehru gebildet. Es blieb bis zum 15. April 1952 im Amt und wurde dann durch das Kabinett Nehru II abgelöst.

## Minister
Dem Kabinett gehörten folgende Minister an:
| Amt                                                                   | Name                                                                                    | Partei   | Beginn der Amtszeit                                | Ende der Amtszeit                                     |
| --------------------------------------------------------------------- | --------------------------------------------------------------------------------------- | -------- | -------------------------------------------------- | ----------------------------------------------------- |
| Premierminister                                                       | Jawaharlal Nehru                                                                        | INC      | 15. August 1947                                    | 15. April 1952                                        |
| Minister für Auswärtiges und Beziehungen zum Commonwealth of Nations  | Jawaharlal Nehru                                                                        | INC      | 15. August 1947                                    | 15. April 1952                                        |
| Minister für wissenschaftliche Forschung                              | Jawaharlal Nehru                                                                        | INC      | 15. August 1947                                    | 15. April 1952                                        |
| Stellvertretender Premierminister                                     | Vallabhbhai Patel                                                                       | INC      | 15. August 1947                                    | 15. Dezember 1950 (†)                                 |
| Innenminister                                                         | Vallabhbhai Patel C. Rajagopalachari Kailash Nath Katju                                 | INC      | 15. August 1947 26. Dezember 1950 25. Oktober 1951 | 15. Dezember 1950 (†) 25. Oktober 1951 15. April 1952 |
| Minister für die Bundesstaaten                                        | Vallabhbhai Patel N. Gopalaswami Ayyangar                                               | INC      | 15. August 1947 26. Dezember 1950                  | 15. Dezember 1950 (†) 15. April 1952                  |
| Minister für Information und Rundfunk                                 | Vallabhbhai Patel R. R. Diwakar                                                         | INC      | 15. August 1947 1949                               | 1949 15. April 1952                                   |
| Finanzminister                                                        | R. K. Shanmukham Chetty John Matthai Chintamanrao Deshmukh                              | INC      | 15. August 1947 September 1948 26. Mai 1950        | September 1948 26. Mai 1950 15. April 1952            |
| Justizminister                                                        | Bhimrao Ramji Ambedkar Kailash Nath Katju                                               | SCF INC  | 15. August 1947 November 1951                      | November 1951 15. April 1952                          |
| Verteidigungsminister                                                 | Baldev Singh                                                                            | PP       | 15. August 1947                                    | 15. April 1952                                        |
| Minister für Eisenbahnen und Transport                                | John Matthai N. Gopalaswami Ayyangar                                                    | INC      | 15. August 1947 15. September 1948                 | 22. September 1948 15. April 1952                     |
| Bildungsminister                                                      | Abul Kalam Azad                                                                         | INC      | 15. August 1947                                    | 15. April 1952                                        |
| Minister für Ernährung und Landwirtschaft                             | Rajendra Prasad Jairamdas Daulatram Kanaiyalal Maneklal Munshi                          | INC      | 15. August 1947 1948 5. Mai 1950                   | 1948 5. Mai 1950 15. April 1952                       |
| Minister für Produktion und Versorgung                                | Syama Prasad Mukherjee Narhar Vishnu Gadgil                                             | ABHM INC | 15. August 1947 15. April 1950                     | 15. April 1950 15. April 1952                         |
| Arbeitsminister                                                       | Jagjivan Ram                                                                            | INC      | 15. August 1947                                    | 15. April 1952                                        |
| Handelsminister seit 15. April 1950 Minister für Handel und Industrie | Cooverji Hormusji Bhabha Narhar Vishnu Gadgil Kshitish Chandra Neogy Harekrushna Mahtab | INC      | 15. August 1947 1948 15. April 1950                | 1948 15. April 1950 15. April 1952                    |
| Kommunikationsminister                                                | Rafi Ahmed Kidwai Amrit Kaur                                                            | INC      | 15. August 1947 18. Juli 1951                      | 18. Juli 1951 15. April 1952                          |
| Gesundheitsministerin                                                 | Amrit Kaur                                                                              | INC      | 15. August 1947                                    | 15. April 1952                                        |
| Minister für öffentliche Arbeiten                                     | Narhar Vishnu Gadgil                                                                    | INC      | 15. August 1947                                    | 15. April 1952                                        |
| Minister für Bergbau und Energie                                      | Narhar Vishnu Gadgil                                                                    | INC      | 15. August 1947                                    | 1950                                                  |
| Minister für Wohlfahrt und Rehabilitation                             | Kshitish Chandra Neogy Mohanlal Saksena Ajit Prasad Jain                                | INC      | 15. August 1947 16. August 1948 1950               | 16. August 1948 1950 15. April 1952                   |
| Minister ohne Geschäftsbereich                                        | N. Gopalaswami Ayyangar                                                                 | INC      | 15. August 1947                                    | 22. September 1948                                    |
| Solicitor General                                                     | C. K. Daphtary                                                                          | INC      | 1951                                               | 15. April 1952                                        |

## Staatsminister
Dem Kabinett gehörten folgende Staatsminister an:
| Amt                                                   | Name                           | Partei | Beginn der Amtszeit | Ende der Amtszeit |
| ----------------------------------------------------- | ------------------------------ | ------ | ------------------- | ----------------- |
| Parlamentarischer Staatssekretär beim Premierminister | Shyam Nandan Mishra            | INC    | 1951                | 1952              |
| Staatsminister im Außenministerium                    | Charu Chandra Biswas           | INC    | 1950                | 15. April 1952    |
| Staatsminister für parlamentarische Angelegenheiten   | Satya Narayan Sinha            | INC    | 1948                | 15. April 1952    |
| Staatsminister für Eisenbahnen                        | K. Santhanam                   | INC    | 1949                | 15. April 1952    |
| Vize-Minister für Handel und Industrie                | Dattatraya Parasuram Karmarkar | INC    | 1950                | 1952              |